# Sunrise at Campobello

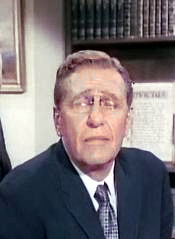
Ralph Bellamy

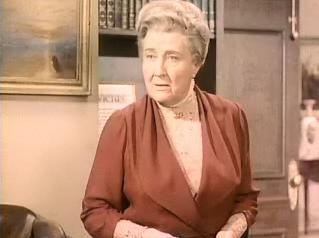
Ann Shoemaker

Pour plus de détails, voir Fiche technique et Distribution.
Sunrise at Campobello est un film américain réalisé par Vincent J. Donehue, sorti en 1960.

## Synopsis
Biographie d'Eleanor et Franklin Delano Roosevelt.

## Fiche technique
- Titre original : Sunrise at Campobello
- Réalisation : Vincent J. Donehue
- Scénario : Dore Schary, d'après sa pièce du même titre, créée à Broadway en 1958
- Musique : Franz Waxman
- Photographie : Russell Harlan
- Montage : George Boemler
- Décors : Edward Carrere et George James Hopkins
- Costumes : Marjorie Best
- Production : Dore Schary et Walter Reilly (producteur associé)
- Société de production : Schary Productions
- Société de distribution : Warner Bros. Pictures
- Pays de production : États-Unis
- Langue : anglais
- Format : Couleurs (Technicolor) - 1,85:1 - Mono
- Genre : film biographique, Film dramatique
- Durée : 144 minutes
- Date de sortie : 
  - États-Unis : 28 septembre 1960

## Distribution
- Ralph Bellamy : Franklin Delano Roosevelt
- Greer Garson : Eleanor Roosevelt
- Hume Cronyn : Louis Howe
- Jean Hagen : Missy Le Hand
- Ann Shoemaker : Sara Delano Roosevelt
- Alan Bunce : Gouverneur Alfred E. Smith
- Tim Considine : James Roosevelt
- Zina Bethune : Anna Roosevelt
- Frank Ferguson : Dr Bennett
- Pat Close : Elliott Roosevelt
- Robin Warga : Franklin D. Roosevelt Jr.
- Tom Carty : Johnny Roosevelt
- Lyle Talbot : M. Brimmer
- David White : M. Lassiter
- Walter Sande : Capitaine Skinner
- Herbert Anderson : Daly